# Bakovićka Citonja
Bakovićka Citonja – wieś w Bośni i Hercegowinie, w Federacji Bośni i Hercegowiny, w kantonie środkowobośniackim, w gminie Fojnica. W 2013 roku liczyła 38 mieszkańców, z czego większość stanowili Chorwaci.